# Menjagrà bigotut
El menjagrà bigotut (Sporophila caerulescens) és una espècie d'ocell de la família Thraupidae, mesura aproximadament 1 dm i és una de les 15 espècies del gènere Sporophila que habiten a l'Argentina, Bolívia, Brasil, el Paraguai, el Perú, Uruguai; i el bord sud de Colòmbia en el riu Amazones.